# Stanisław Kowalski
Stanisław Kowalski, född 14 april 1910 i dåvarande Końskie-distriktet, Guvernementet Radom, Kejsardömet Ryssland (i nuvarande Święty Krzyż vojvodskap i Polen), död 5 april 2022 i Świdnica, Polen, var en polsk friidrottare, bosatt i Świdnica, som tävlade i Masters-klassen för veteraner. Han var sedan 28 juni 2015 världens äldsta aktiva friidrottare och var då den ende person som någonsin tävlat i klassen M105 för friidrottare äldre än 105 år. Kowalski blev 2018 Polens äldste man.
Kowalski slog vid de polska veteranmästerskapen i Toruń 2015 som ensam i M105-klassen automatiskt världsrekord i grenarna 100 meter (34,50 s), kulstötning (4,27 m) och diskus (7,50 m). Från 22 september 2015 fick han konkurrens, då den japanske Hidekichi Miyazaki då även tävlade i klassen. 
Kowalski blev dessförinnan 2014 Europarekordhållare på 100 meter i M100-klassen.